# Blackburn Aircraft
Pour les articles homonymes, voir Blackburn (homonymie).

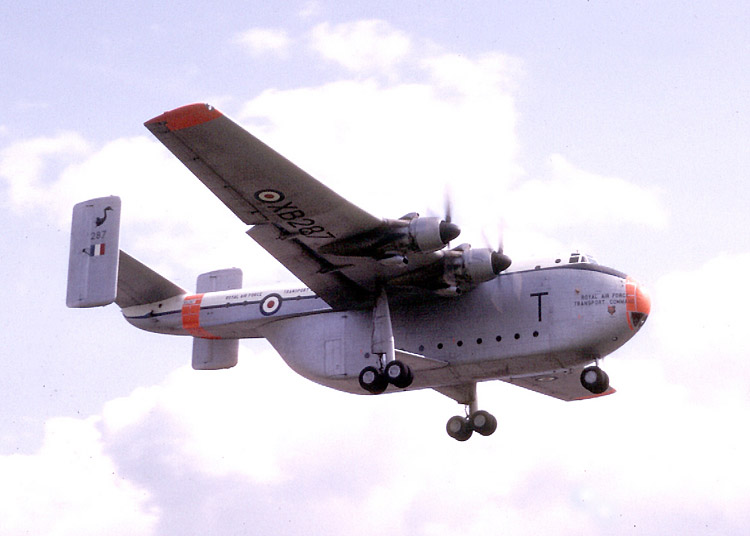
Blackburn Beverley. Il servit entre 1955 et 1967 dans la RAF

Blackburn Aircraft Limited  était un constructeur britannique d’avions qui se concentra sur la production d’avions destinés à la marine.

## Histoire
L’origine de Blackburn provient de Robert Blackburn qui construisit son premier avion en 1908. La Blackburn Aeroplane & Motor Company fut créée en 1914. Une nouvelle usine vit le jour à Brough en 1916. À l’acquisition de Cirrus-Hermes en 1937, Blackburn commença à produire des moteurs d’avion, la gamme  Blackburn Cirrus. La société changea de nom avec l’acquisition de General Aircraft Limited en 1949 et prit celui de Blackburn and General Aircraft Limited. À partir de 1958, la compagnie fut de nouveau renommée en Blackburn Aircraft Limited. En 1960, avec la rationalisation des constructeurs d’avions britanniques, la société fut absorbée par Hawker Siddeley, et en 1963 le nom Blackburn disparut complètement.

## Production
Avions
- Blackburn First Monoplane (1909)
- Blackburn Second Monoplane (1911)
- Blackburn Mercury (1911)
- Blackburn Type B (1912)
- Blackburn Type D (1912)
- Blackburn Type E (1912)
- Blackburn Type I (1913)
- Blackburn Type L (1914)
- Blackburn C.A.15C (1932)
- Blackburn C.B.2 Nile (1930)
- Blackburn F.1 Turcock (1928)
- Blackburn F.2 Lincock (1928)
- Blackburn F.3 (1934)
- Blackburn 2F.1 Nautilus (1929)
- Blackburn R.1 Blackburn (1922)
- Blackburn R.2 Airedale (1925)
- Blackburn R.B.1 Iris (1926)
- Blackburn R.B.2 Sydney (1930)
- Blackburn R.B.3 Perth (1933)
- Blackburn R.T.1 Kangaroo (1918)
- Blackburn T.1 Swift (1920)
- Blackburn T.2 Dart (1921)
- Blackburn T.3 Velos (1925)
- Blackburn T.4 Cubaroo (1924)
- Blackburn T.5 Ripon (1926)
- Blackburn T.7B (1929)
- Blackburn T.8 Baffin (1932)
- Blackburn T.9 Shark (1933)
- Blackburn B-1 Segrave (1930)
- Blackburn B-2 (1932)
- Blackburn B-3 M.1/30 (1932)
- Blackburn B-5 Baffin
- Blackburn B-6 Shark
- Blackburn B-7 (1934)
- Blackburn B-9 (H.S.T. 10) (1936)
- Blackburn B-24 Skua (1937)
- Blackburn B-25 Roc (1938)
- Blackburn B-26 Botha (1938)
- Blackburn B-20 (1940)
- Blackburn B-37 Firebrand F Mk.I (1942)
- Blackburn B.44 (1942)
- Blackburn B-45 Firebrand TF Mk.II (1943)
- Blackburn B-46 Firebrand TF Mk.IV (1945)
- Blackburn B-48 Firecrest (Y.A.1) (1947)
- Blackburn B-52
- Blackburn B-54 (Y.A.5, Y.A.7, Y.A.8) (1949)
- Blackburn B-88 (Y.B.1) (1950)
- Blackburn B-101 Beverley (1950)
- Blackburn B-103 Buccaneer (Y.B.3) (1958)
- AD Scout (1915)
- Blackburn BT-1 Beagle (1928)
- Blackburn Blackburd (1918)
- Blackburn Bluebird (1924)
- Blackburn Bluebird IV (1929)
- Blackburn General Purpose (1916)
- Blackburn N.1B (1918)
- Blackburn Pellet (1923)
- Blackburn Sidecar (1919)
- Blackburn Sprat (1926)
- Blackburn Triplane (1916)
- Blackburn Twin Blackburn (1915)
- Blackburn White Falcon (1916)
- Alula D.H.6 (1921)
- Alula Semiquaver (1921)
- Handley Page HP.88 (Blackburn Y.B.2)

Moteurs à piston
- Blackburn Cirrus Bombardier
- Blackburn Cirrus Minor
- Blackburn Cirrus Major
- Blackburn Cirrus Midget

Turbines à gaz
- Blackburn-Turbomeca Artouste
- Blackburn-Turbomeca Palas
- Blackburn-Turbomeca Palouste
- Blackburn-Turbomeca A.129